# Baltim
Baltim (arabisch بلطيم, DMG Balṭīm) ist eine Stadt im Gouvernement Kafr asch-Schaich an der Nordküste Ägyptens. Laut der Volkszählung von 2006 betrug die Gesamtbevölkerung von Baltim 43.398, davon 21.247 Männer und 22.151 Frauen.

## Geografie
Die Stadt liegt im Nordosten des Burullus-Sees.

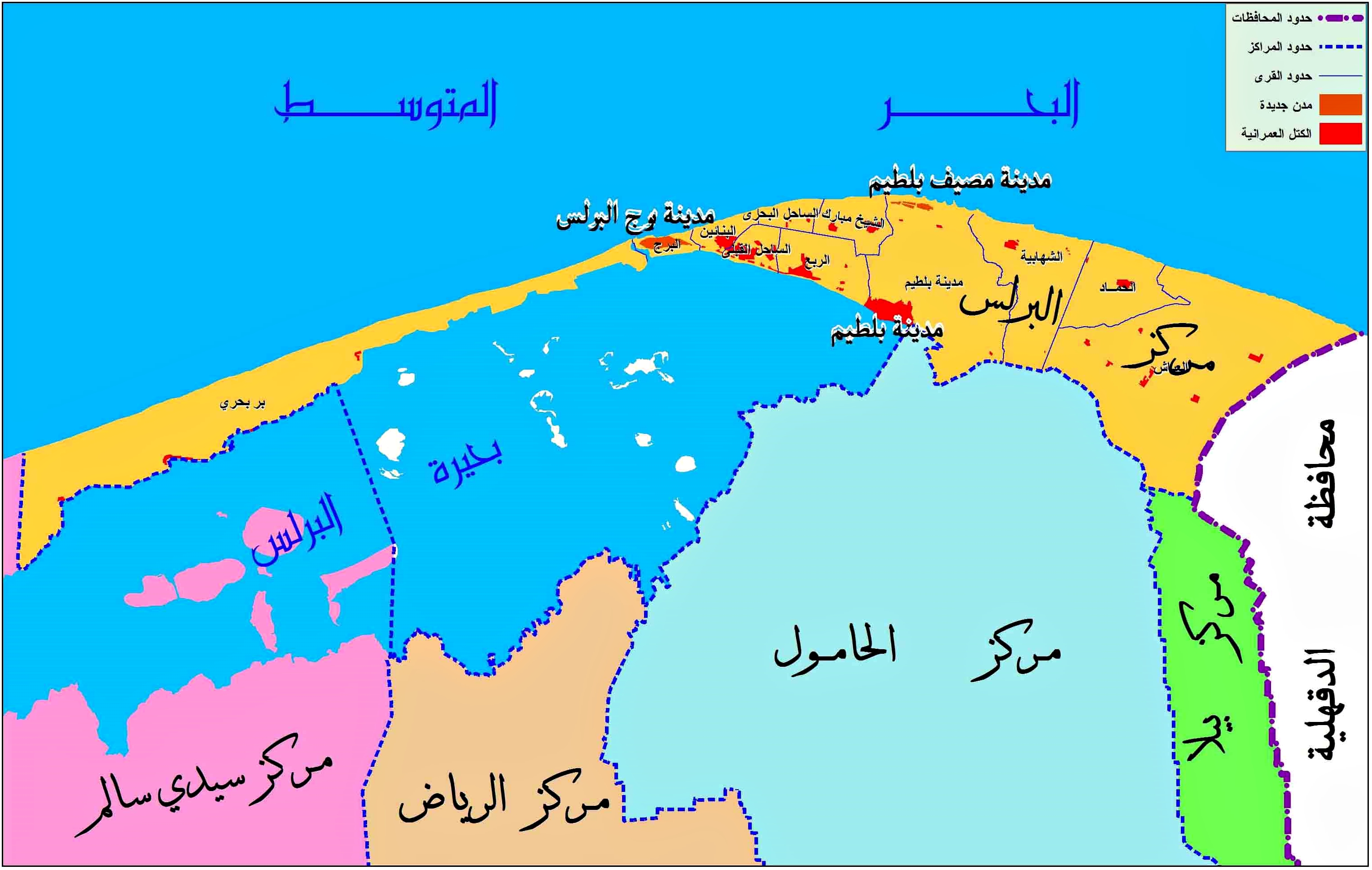

## Name
Der zweite Teil von Baltim kommt vom Altägyptischen tm.t was Ende, äußerster Teil (von Ägypten) bedeutet. Der Name der Stadt vor der islamischen Eroberung war Atom.

## Geschichte
Baltim profitierte von einer Steuerermäßigung unter der Herrschaft des Sultans Barquq im 14. Jahrhundert. Ibn Battuta bezeichnete die Stadt als Hauptstadt von Burullus, einen Standpunkt, den sie bis Ende des 19. Jahrhunderts behielt.
Die Volkszählung von 1885 in Ägypten verzeichnete Baltim als Nahiya im Distrikt Aklim al-Burullus im Gouvernement al-Gharbiyya; Zu dieser Zeit betrug die Einwohnerzahl der Stadt 4.286 (2.182 Männer und 2.104 Frauen).

Karte der Schlacht von Baltim

Am 8. und 9. Oktober 1973 kam es vor der Küste Baltims zu der Schlacht von Baltim die zwischen der israelischen Marine und der ägyptischen Marine während des Jom-Kippur-Kriegs ausgetragen wurde. Die Schlacht fand vor dem Nildelta zwischen Baltim und Damiette statt. Sie brach aus, als sechs israelische Raketenboote, die auf Port Said zusteuerten, von vier ägyptischen Raketenbooten, die aus Alexandria kamen, angegriffen wurden. Sie dauerte ungefähr vierzig Minuten. Die ägyptischen Boote feuerten Raketen ab, verfehlten aber die israelischen und begannen sich nach Alexandria zurückzuziehen, als die Israelis begannen, sie zu verfolgen. Zwei der ägyptischen Boote wurden innerhalb von 10 Minuten von israelischen Raketen versenkt, und ein drittes wurde 25 Minuten später versenkt. Das vierte Boot schaffte es zurück zur Basis.